# Вирапхон Вичума
Вирапхон Вичума (Wichuma Weeraphon, род. 10 августа 2004 года) — тайский тяжелоатлет, выступающий в весовых категориях до 67 и до 73 кг. Серебряный призёр летних Олимпийских игр 2024 года, чемпион мира 2023 года, бронзовый призёр чемпионата мира 2022 года, серебряный призёр чемпионата Азии 2023 года.

## Карьера
На чемпионате мира 2022 года, который состоялся в Колумбии, тайский атлет завоевал бронзовую медаль в категории до 67 кг с результатом 323 кг по сумме двух упражнений. 
В 2023 году на чемпионате Азии в Южной Корее Вирапхон стал серебряным призёром в категории до 73 кг с результатом 342 кг. 
В Саудовской Аравии, где состоялся Чемпионат мира по тяжёлой атлетике 2023 года, тайский спортсмен в категории до 73 кг завоевал золотую медаль чемпионата мира с результатом 349 кг по сумме двух упражнений. Малая золотая медаль в толчке с результатом 195 кг, а также малая серебряная медаль в рывке (154 кг) тоже достались ему.
На летних Олимпийских играх 2024 года он выступал в весовой категории до 73 кг среди мужчин и завоевал серебряную медаль. Он поднял 346 килограммов, что всего на восемь килограммов меньше, чем у чемпиона Ризки Джуниансиа. 

## Спортивные результаты
| Год  | Соревнование     | Место проведения | Весовая категория | Рывок  | Толчок | Сумма двоеборья | Место |
| 2022 | Чемпионат мира   | Богота           | до 67 кг          | 143 кг | 180 кг | 343 кг          | 3     |
| 2023 | Чемпионат Азии   | Чинджу           | до 73 кг          | 150 кг | 192 кг | 342 кг          | 2     |
| 2023 | Чемпионат мира   | Эр-Рияд          | до 73 кг          | 154 кг | 195 кг | 349 кг          | 1     |
| 2024 | Олимпийские игры | Париж            | до 73 кг          | 148 кг | 198 кг | 346 кг          | 2     |